# إلهيات عصبية

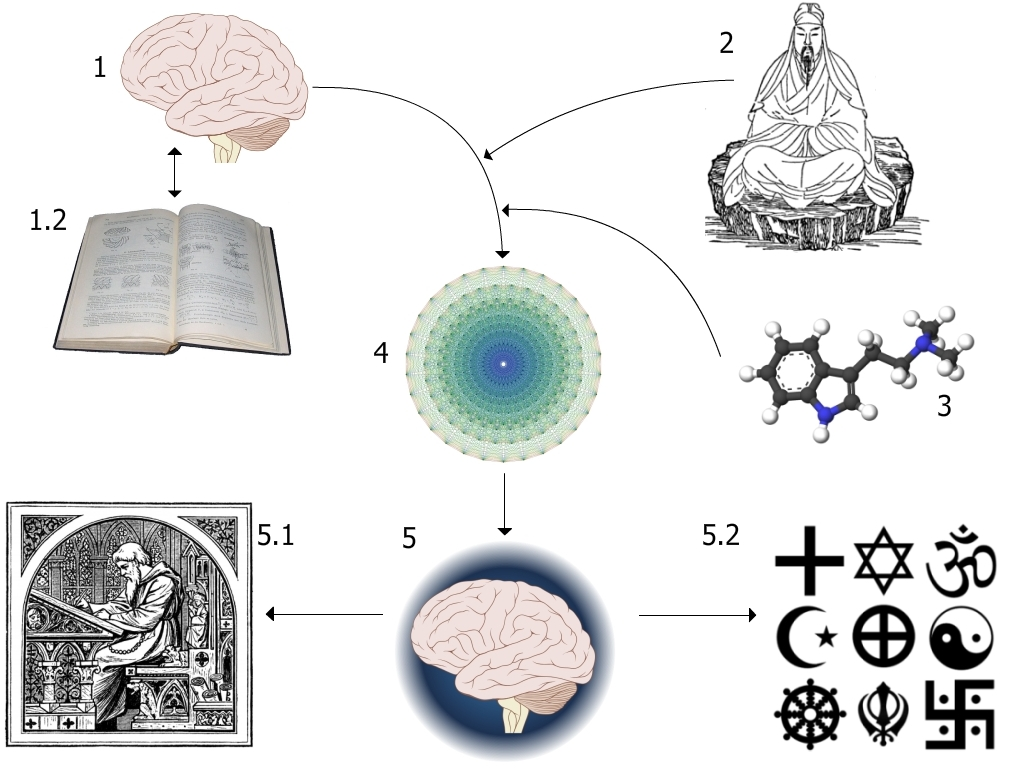

الإلهيات العصبية هي دراسة الارتباط بين الظواهر العصبية وتدين الإنسان ومحاولة تفسير هذه الظواهر. أنصار الإلهيات العصبية يقولون ان هناك أسس تطورية وعصبية لهذه الخبرات التي عادة ما تسمى روحانية أو تدين. هذا الموضوع شكل نواة لاصدار كتب أدبيات علمية كثيرة.

## تقديم
تم تعريف الإلهيات العصبية بأنها «محاولة العلم في شرح ظاهرة الدين من الجانب المادي في المخ باستخدام التفكير المنطقي»
الإلهيات العصبية تحاول أن تشرح الأسس العصبية للخبرات الدينية مثل:
- الإدراك الذي تلاشى بواسطة الوقت، الخوف والإدراك الذاتي.
- الرهبة الروحية.
- الواحدية مع الكون.
- الانتشاء.
- الوحي المفاجئ.
- اضطراب الوعي.

## المصطلح
استخدم الدوس هوكسلي كلمة الهيات عصبية لأول مرة في رواية الجزيرة. يستخدم المصطلح أحيانا أيضا في سياق اقل عمليه أو سياق فيلسوفي. بعض من هذه الاستخدامات تعتبر شبه علم. هوكسلي استخدم المصطلح في سياق فيلسوفي.
استخدام المصطلح في الأعمال العلمية المنشورة غير شائع حاليا. وفي جرد أُجري بواسطة معهد المعلومات العلمية ISI أظهر خمس مقالات؛ ثلاث منهم نُشِروا في صحيفة زيجون Zygon: Journal of Religion and Science بينما نُشرا الاثنان الاخران في  American Behavioral Scientist لكن الأبحاث المهتمة بالأصول العصبية للروحانيات كان لها وجود متقطع خلال القرن العشرين.

## العمل النظري
في محاولة لالقاء الضوء وتوضيح ما كان موضع اهتمام متنامي في هذا المجال حينها؛ قام لورينس اُو. مكيني في عام 1994 بنشر أول كتاب في هذا الموضوع بعنوان (إلهيات عصبية: الدين مرئياً في القرن الحادي والعشرين) (بالإنجليزية: Neurotheology: Virtual Religion in the 21st Century)) أشهد أن لا إله إلا الله وحده لا شريك له له الملك وله الحمد وهو على وان محمد عبده ورسوله

## العمل التجريبي

### دراسات التحفيز المغناطيسي
الدراسات السابقة التي حدثت في خمسينات وستينات القرن العشرين حاولت استخدام تخطيط أمواج الدماغ لدراسة أنماط الموجات الدماغية المتعلقة بالروحانيات. وفي خلال الثمانينات قام مايكل بيرسينجر بتحفيز الفص الصدغي للأشخاص المشاركين في التجارب من خلال حقول مغناطيسية ضعيفة مستخدما جهاز أصبح بعدها يعرف بشكل واسع بخوذة الإله. أشار المشاركين في التجارب إلى انهم شعروا بوجود أثيري في الغرفة.

### علم النفس العصبي وتصوير الأعصاب
كان أول باحث يلاحظ ويفهرس الخبرات غير الطبيعية المتعلقة بصرع الفص الصدغي هو نورمان غيشويند الذي لاحظ مجموعة من العادات السلوكية الدينية المتعلقة بنوبة صرع الفص الصدغي مثل الهايبرغرافيا والهوس الديني وانحفاض الرغبة الجنسية والإغماء والحذلقة وهي تنسب جميعها في الغالب إلى حالة تعرف بمتلازمة غيشويند.
قام فايلاينور رامشندران باستكشاف الأسس العصبية للهوس الديني المرتبط بصرع الفص الصدغي باستخدام استجابة الجلد الكالفانية المرتبطة بالإثارة العاطفية لتحديد ان كان الهوس الديني المرتبط بصرع الفص الصدغي بسبب تصاعد حالة عاطفية شاملة أو بسبب محفزات دينية محددة. بعرض كلمات محايدة، كلمات مثيرة جنسيا، وكلمات دينية على الأفراد موضع التجربة أثناء قياس استجابة الجلد الكلفانية. تمكن رامشندران من اظهار ان الأشخاص الذين يعانون من صرع الفص الصدغي اظهروا استجابات عاطفية زائدة تجاه الكلمات الدينية وتقلصت هذه الاستجابات تجاه الكلمات الجنسية واستجابات طبيعية تجاه الكلمات الحيادية. هذه النتائج تقترح ان الفص الصدغي الوسطي على وجه التحديد مسئول عن خلق بعض هذه الاستجابات العاطفية المتعلقة بالكلمات الدينية والصور والرموز.
استخدمت بعض الدراسات تصوير الأعصاب لتحديد المناطق الدماغية التي تكون نشطة، أو تنشط بشكل مختلف، خلال الخبرات التي يتعرض لها الأفراد المرتبطة بأحاسيس «روحانية» أو تخيلات متسقة مع أطروحة مكيني وهي أن الاحاسيس المرتبطة بالخبرة الدينية هي جوانب طبيعية لوظائف المخ تحت ظروف قصوى بدلا من اتصال من الله.
زعم ماريو بيورغارد في بحث أجرى فيه تصوير أعصاب راهبات الكرمليت بجامعة مونتريال أن الخبرات الروحية والدينية تشمل عدة مناطق دماغية وليس ما أسماه آخرون "مركز الإله" قائلا:" لا يوجد مركز إله في الدماغ. الخبرات الروحية معقدة، مثل الخبرات القوية مع الناس الآخرين”  لكن تصوير الأعصاب أجري عندما كانت الراهبات تتذكر حالات صوفية في الماضي وليس خلال مرورهم بحالات صوفية فعلية؛ "طلبنا من الأشخاص الذين اجري عليهم البحث ان يسترجعوا (مغمضين الأعين) أكثر الخبرات الصوفية قوة قد شعروا بها في حياتهم كأعضاء في راهبات الكرمليت." هذا يمكن أن يندرج تحت مسمى State-specific memory أو ما يعني أنه لا يمكن لشخص أن يستدعي الحالة الصوفية بذكرى حالة صوفية مثلما لا يستطيع الشخص أن يثمل بتذكره وقت ما كان هو ثمل فعلا فيه.

## الفارماكولوجيا النفسية
يقدم بعض العلماء العاملين في هذا المجال فرضية أن أساس الخبرة الروحية ينشأ في الفيزيولوجيا العصبية. تم تقديم اقتراحات متضاربة أن زيادة مستويات ثنائي ميثيل تريبتامين N-Dimethyltryptamine في الغدة الصنوبرية تساهم في الخبرات الروحية.[تحقق من المصدر]الدراسات العلمية التي تؤكد ذلك لم تنشر بعد. إقتُرِح أيضاً أن تحفيز الفص الدماغي بواسطة المكونات النفسانية للمشروم السحري magic mushroom يحاكي الخبرات الروحية. هذه الفرضية تم التحقق منها مختبريا باستخدام السيلوسيبين.

## نقد
تلقت محاول المزاوجة بين نهج مادي مثل علم الأعصاب مع الروحانية الكثير من النقد. بعض من هذا النقد فلسفي يتعلق باحتمال عدم وجود توافق بين العلم والروحانية، بينما هناك نقد أكثر منهجية يتعلق بقضايا دراسة خبرة غير موضوعية كالروحانية.

### نقد فلسفي
نقاد هذا النهج مثل الفيلسوف كين ويلبر وعالم الدين هستن سميث، يرون التركيبات الأكثر مادية لهذا النهج كأمثلة على العِلْمَانية والاختزال (بالإنجليزية: reductionism) التي تنظر فقط على الجوانب التجريبية للظاهرة ولا تشمل إمكانية صحة الخبرات الروحانية بكل لا موضوعيتها هذه.[بحاجة لمصدر]

### نقد علمي
في عام 2005 تساءل بير غرانكفيست، وهو أستاذ علم نفس في جامعة أوبسالا بالسويد، عما توصل إليه في مقالة نشرت في جريدة Neuroscience Letters. غرانكفيست زعم أن اختبار بريسنجر لم يكن «اختبار مزدوج التعمية». معظم الذين خضعوا للاختبار كانوا خريجي دراسات عليا الذين كانوا يعرفون نوع النتائج المتوفعة، وكان هناك مخاطرة أن توقعات المُختَبِرين المسبقة قد تنتقل إلى الأفراد الذين يجرى عليهم الاختبار لا شعوريا. كان الكثير من المشاركين لديهم فكرة عن هدف الدراسة عندما يطلب منهم ملء استبيانات مصممة لاختبار الإيحاء لديهم تجاه الخبرات الخارقة قبل إجراء التجارب. فشل غرانكفيست في إعادة إنتاج تجارب بريسنجر مزدوج التعمية، واستخلص ان وجود أو غياب المجال المغناطيسي ليس له علاقة بأي خبرات دينية أو روحانية اختبرها الأشخاص الذين خضغوا للتجربة لكنهم تنبأوا بها عن طريق الإيحاء والسمات الشخصية. بعد نشر هذه الدراسة، رد بريسنجر في كلا من جريدة Neuroscience Letters وتبادُل رسائل بريد إلكتروني متاحة للعامة بين بريسنجر وعرانكفيست. نشرت محاولة لتخليق «غرفة مسكونة» لم تكن إعادة إنتاج لأنه لم تستخدم فيها جهاز خوذة مطابق للجهاز الذي استخدمه بريسنجر. لم تنتج الغرفة المسكونة احساس بـ «وجود ما». استخدم الباحثون مجالات كهرومغناطيسية «معقدة» بناء على تجربة بريسنجر النظرية والتجريبية، وُجِِد أن الخبرات الغير عادية غير مرتبطة بوجود أو غياب هذه المجالات.